# Chinesische Grammatik
Die Grammatiken der chinesischen Dialekte ähneln einander sehr stark. Alle Beispiele in diesem Artikel werden in modernem Hochchinesisch vorgetragen, die beschriebenen Prinzipien lassen sich jedoch weitgehend auf andere Dialekte übertragen.
Da das Chinesische keine synthetische, sondern eine analytische Sprache ist, existiert keinerlei Flexion; die Wörter haben alle nur jeweils eine einzige Form. Im Unterschied zu den indogermanischen Sprachen gibt es im Chinesischen keine grammatikalischen Tempusformen. Das Tempus wird durch simple Adverbien angedeutet, wenn überhaupt.
Von den indogermanischen Sprachen unterscheidet sich das Chinesische auch durch ein differenzierteres Aspektsystem. Diese grammatische Kategorie wird durch Partikeln oder Präpositionen ausgedrückt.

## Syntax
Chinesisch besitzt eine hohe Komplexität bezüglich seiner Syntax: Da Informationen über den grammatischen Zusammenhang im Satz im Chinesischen aber ausschließlich durch die Satzstellung (und nicht durch Endungen und dergleichen) ausgedrückt werden, sind vor allem komplexere Sätze vor allem für den nichtmuttersprachlichen Hörer überaus schwer zu dekodieren.

### Aussagesätze
Die grundlegende Wortstellung ist Subjekt – Prädikat – Objekt; natürlich gibt es auch sehr komplexe Sätze, bei denen diese Wortstellung aber eher erweitert wird als variiert.
Zum Beispiel der Satz: Er fährt nach Shanghai.
|                       | Subjekt | Verb   | Objekt    |
| --------------------- | ------- | ------ | --------- |
| Chinesisch            | 他      | 去     | 上海。    |
| Pinyin                | Tā      | qù     | Shànghǎi. |
| Wörtliche Übersetzung | Er      | fahren | Shanghai. |

### Fragesätze
Für Fragesätze (Satzfragen) wird ein angehängtes Fragepartikel benötigt, eine Umstellung der Teile des Satzes erfolgt nicht. Dies ist die einfachste Form einer Fragebildung im Chinesischen und wird oft genutzt. Im Deutschen ist es vergleichbar mit dem Anhängen des Wortes oder an einem Aussagesatz.
Zum Beispiel eine Frage mit Fragepartikel: Fährt er nach Shanghai?
|                       | Subjekt | Verb   | Objekt                  |
| --------------------- | ------- | ------ | ----------------------- |
| Chinesisch            | 他      | 去     | 上海吗？                |
| Pinyin                | Tā      | qù     | Shànghǎi ma?            |
| Wörtliche Übersetzung | Er      | fahren | Shanghai Fragepartikel? |

Eine andere Möglichkeit zur Fragebildung ist das Erfragen eines unbekannten Teils durch ein Fragewort (Interrogativpronomen), eine Umstellung der Satzteile erfolgt hier ebenfalls nicht.
Zum Beispiel eine Frage mit einem Fragewort: Wohin fährt er?
|                       | Subjekt | Verb   | Objekt |
| --------------------- | ------- | ------ | ------ |
| Chinesisch            | 他      | 去     | 哪里？ |
| Pinyin                | Tā      | qù     | nǎlǐ?  |
| Wörtliche Übersetzung | Er      | fahren | wohin? |

Ein anderes Beispiel mit einem Fragewort: Wer fährt nach Shanghai?
|                       | Subjekt | Verb   | Objekt    |
| --------------------- | ------- | ------ | --------- |
| Chinesisch            | 谁      | 去     | 上海？    |
| Pinyin                | Shéi    | qù     | Shànghǎi? |
| Wörtliche Übersetzung | Wer     | fahren | Shanghai? |

### Passiv
Da keine Flexion des Verbs stattfindet, dienen verschiedene Partikeln, vor allem 被 (bèi), 叫 (jiào) und 让 (ràng) als Marker für einen passivischen Satz. Der Sprachwissenschaftler Wang Li 王力 vertrat die Auffassung, dass das Wort 被 (bèi) die Bedeutung von "leiden" habe. Hier besteht eine gewisse Analogie zum ursprünglichen altgriechischen Wortsinn "πάσχειν" (leiden). Im modernen Sprachgebrauch ist jedoch das Charakteristikum des Passivs als 'schlechte Nachricht' immer seltener anzutreffen. Während 被 (bèi) überwiegend in der Schriftsprache gebräuchlich ist, kommen andere Partikel in der Umgangssprache zum Einsatz. In südchinesischen Dialekten wird häufig 给 (gěi) bzw. 被...给 (bèi ... gěi) verwendet.
Beispiel für eine Passivkonstruktion: Das Schaf wurde vom Wolf gefressen.
|                       | Objekt | (Passivpartikel) | Subjekt | Verb    |
| --------------------- | ------ | ---------------- | ------- | ------- |
| Chinesisch            | 羊     | 被               | 狼      | 吃了。  |
| Pinyin                | Yáng   | bèi              | láng    | chī le. |
| Wörtliche Übersetzung | Schaf  | wurden           | Wolf    | essen.  |

## Morphologie
Aufgrund der nicht vorhandenen Flexion erscheint das Chinesische relativ einfach im Vergleich zu flektierenden Sprachen, zumindest für jemanden, der solche Sprachen gewohnt ist: besonders das Sprechen ist am Anfang wesentlich einfacher als z. B. für Lernende des Finnischen.
Allerdings ist die chinesische Sprache reich an zusammengesetzten Wörtern (Komposita). Sowohl die Zahl der Lexeme als auch deren Verwendung in Texten ist groß. Auch Reduplikation ist ein verbreiteter morphologischer Mechanismus. Aus diesen Gründen ist die oft vertretene Auffassung, dass Chinesisch eine morphologiearme Sprache sei, nicht korrekt. Sie gilt nur für den Bereich der Flexion; siehe aber die folgende Darstellung der Numerusflexion.

### Numerus
Die grammatische Kategorie Numerus wird lediglich bei Pronomen und Nomen angezeigt, die auf Menschen verweisen, zum Beispiel bei den Personalpronomen durch ein Suffix (们 -men gibt hier den Plural an):
|           | Singular             | Singular            | Singular      | Plural               | Plural              | Plural  |
| --------- | -------------------- | ------------------- | ------------- | -------------------- | ------------------- | ------- |
|           | Chinesisch (Schrift) | Pinyin (Aussprache) | Deutsch       | Chinesisch (Schrift) | Pinyin (Aussprache) | Deutsch |
| 1. Person | 我                   | wǒ                  | ich           | 我们                 | wǒmen               | wir     |
| 2. Person | 你                   | nǐ                  | du            | 你们                 | nǐmen               | ihr     |
| 3. Person | 他 / 她 / 它*        | tā                  | er / sie / es | 他们 / 她们 / 它们** | tāmen               | sie     |

Dieses Suffix kann auch bei Personenbezeichnungen verwendet werden.
* Zwar haben er, sie und es unterschiedliche Schriftzeichen, die Aussprache ist jedoch für alle drei identisch.

** 她们 wird nur für eine Gruppe von Personen benutzt, die ausschließlich aus Frauen besteht; 它们 nur für Gruppen nichtmenschlicher Wesen, die trotz dieses Umstands einen Plural auf 们 -men bilden können.